# Božinka
Božinka (Schneiderka, Bossinka) je zaniklá usedlost v Praze v Košířích, která stála v ulici Jinonická čp. 766/17. Původně patřila do katastru obce Smíchov.

## Historie
Usedlost byla postavena na pozemcích původního vinohradu obestavěním lisu. Roku 1600 ji získal italský stavitel Domenico de Bossi. Počeštěnín a zkomolením jeho jména vznikl název usedlosti „Božinka“, který je doložen roku 1736. Dalšími majiteli byli uváděni roku 1840 Jakub Ton a v 80. letech 19. století Josef Barth, majitel Brentové. V té době se jednalo o malý dvůr s obytným a hospodářským stavením o rozloze 60 sáhů.

### Alberto Vojtěch Frič
Český botanik, cestovatel a etnograf Alberto Vojtěch Frič (1882-1944) koupil usedlost počátkem 20. století. Roku 1911 si dal na jejím místě postavit neorenesanční vilu. Mylně se v literatuře uvádí, že se stavěla podle jeho vlastních plánů. Frič k tomu v předmluvě ke své knize „Indiáni jižní Ameriky“ roku 1943 napsal: „... mnou vypracované plány byly nesmyslné a nebyly použity.“
Dům uprostřed botanické zahrady a s etnografickým muzeem se stal centrem společenského dění. Frič dal na pozemcích postavit skleníky pro exotické rostliny, převážně kaktusy, se kterými obchodoval.

### Zánik
Roku 2005 byla vila developerem zbořena a na jejím místě naplánována novostavba; výstavba byla zahájena v roce 2019.